# Liste der Naturschutzgebiete im Landkreis Diepholz
Im Landkreis Diepholz gibt es 40 Naturschutzgebiete (Stand August 2019).
| Name des Gebietes                                                        | Bild           | Kennung | WDPA      | Landkreis / Stadt                                         | Beschreibung / Bemerkungen | Standort | Fläche in Hektar | Jahr der Verordnung |
| ------------------------------------------------------------------------ | -------------- | ------- | --------- | --------------------------------------------------------- | -------------------------- | -------- | ---------------- | ------------------- |
| Amphibienbiotop Friedeholzer Schlatt                                     | weitere Bilder | HA 206  | 319071    | Landkreis Diepholz                                        |                            | Position | 18,8             | 2002                |
| Aschener Moor/HeederMoor                                                 | weitere Bilder | HA 220  | 555552568 | Landkreis Diepholz                                        |                            | Position | 1022,23          | 2012                |
| Bleckriede                                                               | weitere Bilder | HA 158  | 162450    | Landkreis Diepholz                                        |                            | Position | 220,25           | 1992                |
| Boller Moor und Lange Lohe                                               | weitere Bilder | HA 156  | 162489    | Landkreis Diepholz                                        |                            | Position | 415,13           | 1992                |
| Boltenmoor                                                               | weitere Bilder | HA 181  | 162492    | Landkreis Diepholz                                        |                            | Position | 13,26            | 1996                |
| Borsteler Moor                                                           | weitere Bilder | HA 178  | 162513    | Landkreis Diepholz, Landkreis Nienburg                    |                            | Position | 484,66           | 1996                |
| Bruchwald bei Ehrenburg                                                  | weitere Bilder | HA 122  | 162582    | Landkreis Diepholz                                        |                            | Position | 19,82            | 1987                |
| Diepholzer Moor                                                          | weitere Bilder | HA 148  | 162752    | Landkreis Diepholz                                        |                            | Position | 462,27           | 1993                |
| Drebbersches Moor                                                        |                | HA 125  | 162795    | Landkreis Diepholz                                        |                            | Position | 99,36            | 1987                |
| Dümmer, Hohe Sieben und Ochsenmoor                                       | weitere Bilder | HA 251  |           | Landkreis Diepholz, Landkreis Osnabrück, Landkreis Vechta |                            | Position | 1822             | 2019                |
| Entenpool                                                                | weitere Bilder | HA 026  | 81611     | Landkreis Diepholz                                        |                            | Position | 14,37            | 1957                |
| Evershorst                                                               |                | HA 038  | 81637     | Landkreis Diepholz                                        |                            | Position | 23,94            | 1973                |
| Garbeeke                                                                 | weitere Bilder | HA 193  | 318424    | Landkreis Diepholz                                        |                            | Position | 55,00            | 1999                |
| Geestmoor-Klosterbachtal und Schlattbeeke                                | weitere Bilder | HA 209  | 389596    | Landkreis Diepholz                                        |                            | Position | 450              | 2009                |
| Großes Meer                                                              | weitere Bilder | HA 012  | 81774     | Landkreis Diepholz                                        |                            | Position | 24,79            | 1942                |
| Großes Renzeler Moor                                                     | weitere Bilder | HA 252  | 163378    | Landkreis Diepholz                                        |                            | Position | 472              | 2018                |
| Hachetal und Freidorfer Hachetal                                         | weitere Bilder |         |           | Landkreis Diepholz                                        |                            | Position | 261,8            | 2018                |
| Hohes Moor                                                               | weitere Bilder | HA 159  | 163753    | Landkreis Diepholz, Landkreis Nienburg                    |                            | Position | 623,25           | 1993                |
| Huntebruch und Huntebruchwiesen                                          |                | HA 204  | 378099    | Landkreis Diepholz                                        |                            | Position | 259,18           | 2007                |
| Kammmolch-Biotop bei Bassum                                              |                | HA 232  |           | Landkreis Diepholz                                        |                            | Position | 5,10             | 2015                |
| Kladdinger Wiesen                                                        |                | HA 182  | 164106    | Landkreis Diepholz                                        |                            | Position | 382,08           | 1996                |
| Lachmöwenkolonie Stelle                                                  |                | HA 007  | 164317    | Landkreis Diepholz                                        |                            | Position | 2,90             | 1936                |
| Neustädter Moor                                                          | weitere Bilder | HA 032  | 82243     | Landkreis Diepholz                                        |                            | Position | 229,01           | 1969                |
| Neustädter Moor II                                                       | weitere Bilder | HA 057  | 82244     | Landkreis Diepholz                                        |                            | Position | 376,14           | 1980                |
| Neustädter Moor-Regenerationsgebiet                                      |                | HA 066  | 82245     | Landkreis Diepholz                                        |                            | Position | 703,98           | 1983                |
| Nördliches und Mittleres Wietingsmoor, Freistätter Moor und Sprekelsmeer | weitere Bilder | HA 249  |           | Landkreis Diepholz                                        |                            | Position | 2789             | 2018                |
| Okeler Sandgrube                                                         |                | HA 160  | 164936    | Landkreis Diepholz                                        |                            | Position | 3,51             | 1993                |
| Oppenweher Moor                                                          | weitere Bilder | HA 043  | 82287     | Landkreis Diepholz                                        |                            | Position | 401,40           | 1977                |
| Pastorendiek                                                             |                | HA 001  | 82307     | Landkreis Diepholz                                        |                            | Position | 11,67            | 1975                |
| Rehdener Geestmoor                                                       | weitere Bilder | HA 062  | 30109     | Landkreis Diepholz                                        |                            | Position | 1174,96          | 1988                |
| Rehdener Geestmoor-Regenerationsgebiet                                   |                | HA 089  | 165125    | Landkreis Diepholz                                        |                            | Position | 584,13           | 1985                |
| Schnepker Schlatt                                                        |                | HA 006  | 82542     | Landkreis Diepholz                                        |                            | Position | 4,97             | 1993                |
| Sette                                                                    |                | HA 136  | 165562    | Landkreis Diepholz                                        |                            | Position | 44,56            | 1988                |
| Siedener Moor                                                            | weitere Bilder | HA 112  | 165567    | Landkreis Diepholz, Landkreis Nienburg                    |                            | Position | 829,89           | 1998                |
| Speckenbachtal                                                           | weitere Bilder | HA 192  | 319121    | Landkreis Diepholz, Landkreis Nienburg                    |                            | Position | 45,32            | 1999                |
| Steinbrinker - Ströhener Masch                                           |                | HA 153  | 165683    | Landkreis Diepholz, Landkreis Nienburg                    |                            | Position | 263,45           | 1991                |
| Uchter Moor                                                              |                | HA 208  | 378372    | Landkreis Diepholz, Landkreis Nienburg                    |                            | Position | 3257,76          | 2007                |
| Wachendorfer/Gödestorfer Bruch                                           |                | HA 199  | 319263    | Landkreis Diepholz                                        |                            | Position | 195,63           | 2000                |
| Westliche Dümmerniederung                                                | weitere Bilder | WE 262  | 378381    | Landkreis Diepholz, Landkreis Osnabrück, Landkreis Vechta |                            | Position | 1431,95          | 2007                |
| Wiesengebiet Neustädter Moor                                             |                | HA 137  | 166303    | Landkreis Diepholz                                        |                            | Position | 151,11           | 1989                |